# Jan Andersson (centerpartist)
Jan Inge Andersson, född 28 maj 1966 i Drängsereds församling, Hallands län, är en svensk politiker (centerpartist). Han var riksdagsledamot 2002–2010, invald för Hallands läns valkrets.
I riksdagen var han ledamot i miljö- och jordbruksutskottet 2002–2006 (därefter suppleant till 2010), EU-nämnden 2004–2006 och näringsutskottet 2006–2010. Han var även suppleant i trafikutskottet.
Andersson är gift med politikern Stina Larsson.